# Dikstaartgekko's
Dikstaartgekko's (Oedura) zijn een geslacht van hagedissen die behoren tot de gekko's en de familie Diplodactylidae.

## Naam en indeling
De wetenschappelijke naam van de groep werd voor het eerst voorgesteld door John Edward Gray in 1842. Er zijn negentien soorten, inclusief de pas in 2020 beschreven soort Oedura nesos. Een aantal soorten werd eerder aan het geslacht van de bladvingergekko's (Phyllodactylus) toegekend.
De geslachtsnaam Oedura betekent vrij vertaald 'gezwollen staart' en verwijst naar de relatief dikke staart van deze hagedissen.

## Uiterlijke kenmerken
De hagedissen bereiken een lichaamslengte van ongeveer 7 tot 11 centimeter exclusief de staart. De staart is relatief lang en bereikt ongeveer dezelfde lengte als het lichaam en de kop. De staart is dik en is vaak afgeplat. De lichaamskleur is variabel, vaak bruin tot geelbruin met lengte- of dwarsstrepen of donkere oogvlekken een de rugzijde.

## Verspreiding en habitat
Dikstaartgekko's komen endemisch voor in delen van Australië en leven hier in de staten New South Wales, Noordelijk Territorium, Queensland, West-Australië en Zuid-Australië. De habitat bestaat uit rotsige omgevingen, droge tropische en subtropische bossen, gematigde bossen, droge savannes, droge tropische en subtropische scrublands en grotten.

## Beschermingsstatus
Door de internationale natuurbeschermingsorganisatie IUCN is aan veertien soorten een beschermingsstatus toegewezen. Dertien soorten worden beschouwd als 'veilig' (Least Concern of LC) en een soort als 'gevoelig' (Near Threatened of NT).

## Soorten
Het geslacht omvat de volgende soorten, met de auteur en het verspreidingsgebied.
| Naam              | Auteur                                              | Verspreidingsgebied                                                             |
| ----------------- | --------------------------------------------------- | ------------------------------------------------------------------------------- |
| Oedura argentea   | Hoskin, Zozaya & Vanderduys, 2018                   | Australië (Queensland)                                                          |
| Oedura bella      | Oliver & Doughty, 2016                              | Australië (Noordelijk Territorium, Queensland)                                  |
| Oedura castelnaui | Thominot, 1889                                      | Australië (Queensland)                                                          |
| Oedura cincta     | De Vis, 1888                                        | Australië (New South Wales, Noordelijk Territorium, Queensland, Zuid-Australië) |
| Oedura coggeri    | Bustard, 1966                                       | Australië (Queensland)                                                          |
| Oedura elegans    | Hoskin, 2019                                        | Australië (New South Wales, Queensland)                                         |
| Oedura filicipoda | King, 1985                                          | Australië (West-Australië)                                                      |
| Oedura fimbria    | Oliver & Doughty, 2016                              | Australië (West-Australië)                                                      |
| Oedura gemmata    | King & Gow, 1983                                    | Australië (Noordelijk Territorium)                                              |
| Oedura gracilis   | King, 1985                                          | Australië (West-Australië)                                                      |
| Oedura jowalbinna | Hoskin & Higgie, 2008                               | Australië (Queensland)                                                          |
| Oedura lineata    | Hoskin, 2019                                        | Australië (Queensland)                                                          |
| Oedura luritja    | Oliver & McDonald, 2016                             | Australië (Noordelijk Territorium)                                              |
| Oedura marmorata  | Gray, 1842                                          | Australië (Noordelijk Territorium)                                              |
| Oedura monilis    | De Vis, 1888                                        | Australië (New South Wales, Queensland)                                         |
| Oedura murrumanu  | Oliver, Laver, Melville & Doughty, 2014             | Australië (West-Australië)                                                      |
| Oedura nesos      | Oliver, Jolly, Skipwith, Tedeschi & Gillespie, 2020 | Australië (Noordelijk Territorium)                                              |
| Oedura picta      | Hoskin, 2019                                        | Australië (Queensland)                                                          |
| Oedura tryoni     | De Vis, 1884                                        | Australië (New South Wales, Queensland)                                         |